# Omer Shapira
Omer Shapira (* 9. September 1994) ist eine ehemalige israelische Radrennfahrerin, die im Straßenradsport und auf dem Mountainbike aktiv war.

## Sportliche Laufbahn
Ab 2014 war Omer Shapira im internationalen Leistungsradsport aktiv. 2014 wurde sie Dritte und 2015 Zweite der israelischen Straßenmeisterschaften. 2015 errang sie den nationalen Meistertitel im Mountainbike-Marathon. 2016 belegte sie sowohl im Straßenrennen der nationalen Meisterschaft wie auch im Einzelzeitfahren Rang drei.
2017, 2018 und 2019 wurde Shapira israelische Straßenmeisterin. 2017 belegte sie beim Giro del Trentino Alto Adige Rang acht, 2018 bei Gracia Orlová Rang sieben. Bei den Straßenradsport-Weltmeisterschaften 2018 wurde sie im Straßenrennen 49. und im Zeitfahren 27. Im Jahr darauf wurde sie erneut israelische Straßenmeisterin und gewann mit ihrem Team Canyon//SRAM Racing das Mannschaftszeitfahren des Giro d’Italia Donne. 2020 und 2022 errang sie beide nationale Titel auf der Straße, 2021 wurde sie Straßenmeisterin. 2021 war sie die israelische Repräsentantin im olympischen Straßenrennen von Tokio, wo sie bis wenige Kilometer vor dem Ziel in der Ausreißergruppe fuhr. Wegen einer Schwangerschaft setzte Shapira die Saison 2023 aus. 2024 setzte sie ihre Karriere zunächst fort, nunmehr mit der Mannschaft Doltcini O’Shea. Im Mai des Jahres verkündete sie ihren Rücktritt vom Leistungssport.

## Privates
Omer Shapira ist liiert mit dem israelischen Radrennfahrer Guy Sagiv. Das Paar lebt im spanischen Girona (Stand 2019). Im Juli 2023 wurde sie Mutter.

## Erfolge

### Straße

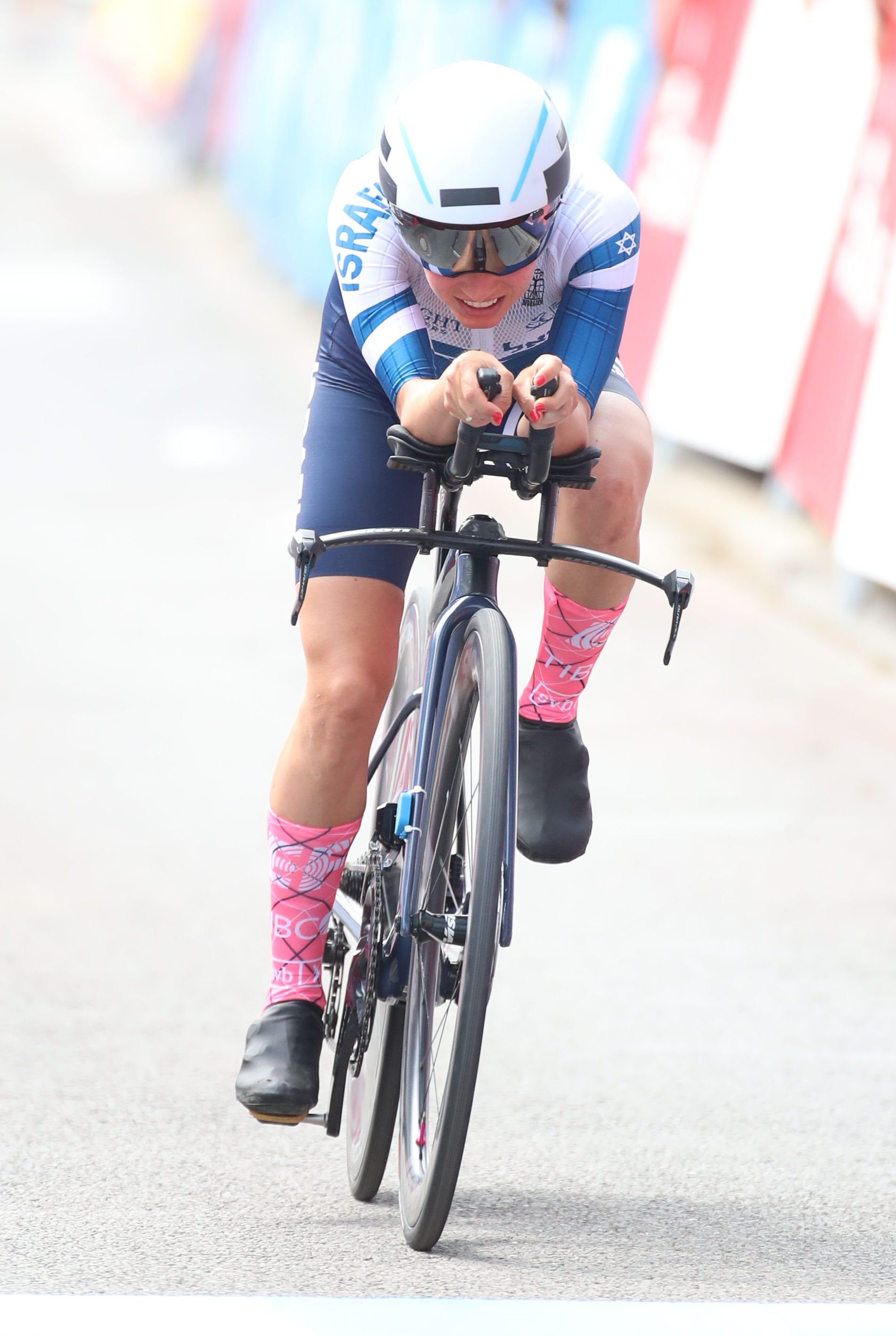
Shapira bei den European Championships 2022

2017
- Israelische Meisterin – Straßenrennen

2018
- Israelische Meisterin – Straßenrennen

2019
- Israelische Meisterin – Straßenrennen
- Mannschaftszeitfahren Giro d’Italia Donne

2020
- Israelische Meisterin – Einzelzeitfahren, Straßenrennen

2021
- Israelische Meisterin – Straßenrennen

2022
- Israelische Meisterin – Einzelzeitfahren, Straßenrennen

### Mountainbike
2015
- Israelische Meisterin – Mountainbike-Marathon

2020
- Israelische Meisterin – Mountainbike-Marathon